# Ghadir Shafie
Ghadir Shafie (también Ghadir Al Shafie, árabe غدير الشافعي) es una activista y feminista palestina. Es codirectora de Aswat, una organización de mujeres palestinas lesbianas, a la que se unió en 2008.

## Pensamiento
Shafie es una crítica del pinkwashing por parte de Israel. Ha criticado los esfuerzos israelíes para promover los derechos LGBT entre los palestinos, escribiendo que estos esfuerzos garantizan "que la educación sexual solo sea impartida de manera condescendiente por no palestinos a palestinos" sin tener en cuenta las diferencias culturales y de idioma. En una entrevista con Middle East Eye, dijo que “[en el] momento en que nos representamos como palestinos homosexuales y hablamos de política, es el final de la historia” ya que Israel quiere que los palestinos homosexuales “seamos víctimas de nuestra sociedad y ellos sean los salvadores”.
Shafie es partidaria de la campaña internacional Boicot, Desinversión y Sanciones, que describe como "el único esfuerzo que reconoce y enfatiza la necesidad de reconocer nuestros derechos como palestinos". Se ha opuesto a las actuaciones en Israel y los territorios palestinos de grupos artísticos de países árabes, citando la campaña Marca Israel como una razón. Su trabajo es antisionista.

## Activismo
En febrero de 2011, la escritora estadounidense Sarah Schulman organizó una gira de conferencias por Estados Unidos con Shafie, con Haneen Maikey y otro activista palestino queer, hablando en seis ciudades.
En marzo de 2015, estuvo en una conferencia titulada "Sexualidades e imaginarios queer en Oriente Medio/África del Norte" celebrada por el programa de Estudios de Oriente Medio del Instituto Watson de Estudios Internacionales de la Universidad de Brown. Su intervención se centró en Palestina.
En mayo de 2016, Shafie fue una de las firmantes de una declaración de activistas feministas palestinas apoyando la decisión de la National Women's Studies Association (Asociación Nacional de Estudios de la Mujer) de apoyar el movimiento de Boicot, Desinversión y Sanciones.

## Vida personal
Shafie nació y creció en Acre, Israel. Vive allí con su hijo Jude.
Shafie se denomina queer y ciudadana de Israel. Ha descrito haber experimentado racismo y discriminación por parte de judíos israelíes en ciudades israelíes.